# Robert Sinsheimer
Robert Louis Sinsheimer, im wissenschaftlichen Schrifttum oft als Robert L. Sinsheimer angesprochen, (* 5. Februar 1920 in Washington, D.C.; † 22. April 2017 in Santa Barbara) war ein US-amerikanischer Biophysiker und Molekularbiologe.

## Leben und Werk

### Studium
Sinsheimer wurde in Washington, D.C. geboren. Er besuchte die Sekundarschule in Chicago. Ab 1936 studierte er am Massachusetts Institute of Technology zunächst Chemieingenieurwesen. Er wechselte dann aber seinen Studienschwerpunkt in Richtung quantitative Biologie und Biotechnologie. Er machte 1941 seinen Abschluss. Während des Zweiten Weltkrieges wurde er Mitglied des MIT Radiation Laboratory und entwickelte Flugzeugradargeräte mit. Nach dem Krieg schrieb er sich am Biophysik-Graduiertenkolleg des MITs ein und promovierte dort 1949.

### MIT, Iowa State College und Caltech
Sinsheimer übernahm zunächst eine Fakultätsstelle am MIT, wechselte jedoch 1949 als Professor für Biophysik an das Iowa State College. 1957 wechselte er im gleichen Fachbereich als Professor für Biophysik ans California Institute of Technology (Caltech). Von 1968 bis 1977 leitete er die Division of Biology am Caltech.
In dieser Zeit führte er Untersuchungen zu den physikalischen und genetischen Eigenschaften des Bakteriophagen Phi X 174. In diesen Arbeiten beleuchtete er virale genetische Prozesse. Sinsheimer und Kollegen gelang es erstmals, virale DNA zu isolieren, zu reinigen und synthetisch zu replizieren. Der Phage Phi X 174 war ein ideales Modell für diese Studien, da er nur einen DNA-Einzelstrang aus ungefähr 5500 Nukleotiden innehatte. Diese Nukleotide codieren elf Gene. Außerdem konnte man bei diesem Modell einfach Proben der Bakteriophagen-DNA extrahieren.

### UC Santa Cruz
1977 verließ Sinsheimer das Caltech, um Kanzler an der University of California, Santa Cruz zu werden. Die Position des Kanzlers bot ihm dabei die Möglichkeit, Risiken und Chancen der rekombinanten DNA-Technologien und Klonierungstechniken mit der Gesellschaft im Dialog zu klären. Er trat explizit für eine Rechenschaftspflicht der Wissenschaft gegenüber der Gesellschaft ein. Weiterhin engagierte sich Sinsheimer für die Förderung von wissenschaftlicher Kompetenz und wissenschaftlichem Verständnis bei Nicht-Naturwissenschaftlern. Die ersten Jahre an der Universität in Santa Cruz waren besonders herausfordernd. In dieser Zeit etablierte sich diese Institution unter den Randbedingungen von knappen Bildungsbudgets in Forschung und Lehre wieder als Exzellenz-Universität. Sinsheimer konnte unter anderem das Keck-Observatorium mit in Betrieb nehmen, Programme für Agrarökologie, angewandte Ökonomie, für seismische Studien und im Bereich der Hochenergiephysik einrichten. Zudem wurde unter seiner Leitung Computerwissenschaft als Studiengang eingerichtet.

### Genomprojekt
Im Mai 1985 organisierte Sinsheimer eine Konferenz in Santa Cruz, um die Möglichkeiten der Sequenzierung des gesamten menschlichen Genoms zu untersuchen. Unter anderem aus diesen Vorarbeiten heraus wurde das Humangenomprojekt etabliert, das im Jahr 2000 sein Ziel erreichte. Sinsheimer brachte immer wieder die sozialen und ethischen Implikationen dieses Projektes zur Sprache.

### UC Santa Barbara
Nach seiner Amtszeit an der UC Santa Cruz wechselte er 1987 als Professor für Molekular-, Zell- und Entwicklungsbiologie an die biologische Fakultät der University of California in Santa Barbara. Sein Nachfolger wurde Robert Bocking Stevens. 1990 ging er in den Ruhestand, blieb aber viele Jahre darüber hinaus in der Laborforschung aktiv.

## Ehrungen
Sinsheimer wurde 1965 in die American Academy of Arts and Sciences und 1967 in die National Academy of Sciences aufgenommen. 1968 wurde er zum California Scientist of the Year gewählt. 2001 erhielt er die Presidential Medal der University of California für seine herausragenden Leistungen in der höheren Bildung. Der damalige Präsident der UC Richard C. Atkinson würdigte seine Verdienste als Lehrer, Forscher sowie bei der Leitung des Campus der UC Santa Cruz und der Initiierung des Humangenomprojektes.
Sinsheimer schrieb mehr als 200 wissenschaftliche Artikel. Seine Biografie „The Strands of a Life: The Science of DNA and the Art of Education“ (Die Stränge des Lebens.: Die Wissenschaft der DNA und die Kunst der Erziehung) veröffentlichte er 1994.